# Anders Svanebo
Karl-Erik Anders Svanebo, född den 19 maj 1984 i Sundsvall, är en svensk längdskidåkare som tävlar för Stockviks SF. 
Svanebo tävlade från och med 2015 i det svenska A-landslaget på skidor. Den 4 juli 2015 vann han svenskt mästerskap i rullskidor under SM-veckan i Sundsvall. Svanebo vann den totala världscupen i rullskidor 2012.
År 2023 anställdes Svanebo som vallachef för svenska skidlandslaget. 

## Utmärkelser
- 2017 - Sixten Jernbergpriset[4]